# Pelatantheria woonchengii
Pelatantheria woonchengii är en orkidéart som beskrevs av P.O'byrne. Pelatantheria woonchengii ingår i släktet Pelatantheria och familjen orkidéer. Inga underarter finns listade i Catalogue of Life.